# De Jonge Journalist
De Jonge Journalist was (is?) een webmagazine dat in september 2003 werd opgericht door Jeroen Lenting met het idee om beginnend (jong) journalistiek talent de kans te geven zich te ontwikkelen.
Het tijdschrift was een webkrant met een 'productie' van zo'n 50 artikelen per maand, waaronder recensies, columns, verslagen van binnenlandse en buitenlandse ontwikkelingen en bijzonder veel opiniestukken. Sommige journalisten die begonnen bij De Jonge Journalist zijn inmiddels werkzaam voor grote werkgevers zoals dagbladen en andere publiekstijdschriften.

## Artikelen
Omdat alle schrijvers, zo'n dertig in getal, vrijwilligers zijn kan het internetblad zich niet altijd op het laatste nieuws richten; daardoor is er een opiniecultuur ontstaan, waarbinnen er veel betogen en achtergrondartikelen geschreven worden. Daarnaast heeft de website verschillende columnisten. De Jonge Journalist richt zich niet enkel op de doelgroep jongeren, maar op een algemener publiek.